# Tunnhamn
Tunnhamn (túnn-) är en ögrupp i Hitis i Kimitoöns kommun, Finland. Ögruppen omfattar ett hundratal holmar och skär varav den största är Hemlandet.
Tunnhamn har använts som ankarplats sedan medeltiden och är bebodd sedan mitten av 1500-talet. En av bodarna påstås vara från 1600-talet och skulle därmed vara en av skärgårdens äldsta. 1739 sålde kronan Tunnhamn till skattmannen Anders Johansson för tjugo daler silvermynt.
Idag är Tunnhamn känt för sina blomstrande ängsmarker och för att vara en av de sista stora öarna i Skärgårdshavet som inte har elektricitet.
Namnet har varierat med tiden. Idag stavas namnet med två n vilket stöder sig på teorin att namnet skulle komma från de tunnor som användes som bojar i hamnen. I äldre tider stavades namnet Tunehamn eller Tunahamn vars etymologi är höljt i dunkel. En teori är att skulle ha bebyggts av nybyggare från Eskilstuna som på 1200-talet fortfarande bara hette Tuna. En annan teori är att namnet skulle komma från att naturhamnen omgavs av gårdstun.
- Twnehampn (1581)
- Tunnehampn (1606)
- Tunahambn (1689)
- Tuhnhamn (1707)
- Tunhamn (1739)
- Tunnhamn (1815)